# Giovanni Cheli
Giovanni Cheli (1918–2013) là một Hồng y người Italia của Giáo hội Công giáo Rôma. Ông từng đảm nhận vai trò Hồng y Đẳng Linh mục Nhà thờ Ss. Cosma e Damiano, Chủ tịch Hội đồng Giáo hoàng về Mục vụ của Người Di cư và Du mục trong 9 năm, từ năm 1989 đến năm 1988.
Vốn là một giáo sĩ trong vai trò phục vụ tại Giáo triều Rôma, ông từng đảm trách nhiều vai trò khác nhau trước khi tiến đến trở thành Chủ tịch Hội đồng Giáo hoàng về Mục vụ của Người Di cư và Du mục, như: Quan sát viên Thường trực tại Liên Hợp Quốc (1973–1986), Quyền Chủ tịch Uỷ ban Giáo hoàng về Mục vụ của Người Di cư và Du mục (1986–1988), Quyền Chủ tịch Hội đồng Giáo hoàng về Mục vụ của Người Di cư và Du mục (1988–1989), Hồng y Đẳng Phó tế Nhà thờ Ss. Cosma e Damiano (1998–2008). Ông được vinh thăng Hồng y ngày 21 tháng 2 năm 1998, bởi Giáo hoàng Gioan Phaolô II.

## Tiểu sử
Hồng y Giovanni Cheli sinh ngày 4 tháng 10 năm 1918 tại Torino, Italia. Sau quá trình tu học dài hạn tại các cơ sở chủng viện theo quy định của Giáo luật, ngày 21 tháng 6 năm 1942, Phó tế Cheli, 24 tuổi, tiến đến việc được truyền chức linh mục. Cử hành nghi thức truyền chức cho tân linh mục là giám mục Umberto Rossi, giám mục chính tòa Giáo phận Asti. Tân linh mục đồng thời cũng là thành viên linh mục đoàn Giáo phận Asti. Từ ngày 25 tháng 7 năm 1973, ông đảm nhiệm vai trò Quan sát viên Thường trực tại Liên Hợp Quốc.
Sau 36 năm thi hành các công việc mục vụ với thẩm quyền và cương vị của một linh mục, ngày 8 tháng 9 năm 1978, Tòa Thánh loan tin Giáo hoàng đã quyết định tuyển chọn linh mục Giovanni Cheli, 60 tuổi, gia nhập Giám mục đoàn Công giáo Hoàn vũ, với vị trí được bổ nhiệm là Tổng giám mục Hiệu tòa Santa Giusta, chức vị Quan sát viên Thường trực tại Liên Hợp Quốc. Lễ tấn phong cho vị giám mục tân cử được tổ chức sau đó vào ngày 16 cùng tháng, với phần nghi thức chính yếu được cử hành cách trọng thể bởi 3 giáo sĩ cấp cao, gồm chủ phong là Hồng y Jean-Marie Villot, Quốc vụ khanh Tòa Thánh; hai vị giáo sĩ còn lại, với vai trò phụ phong, gồm có Tổng giám mục Giuseppe Caprio, Quyền Quản lý Phân bộ Thường vụ, Phủ Quốc vụ khanh và Tổng giám mục Agostino Casaroli, Tổng Thư ký Thánh bộ các Vấn đề ngoại thường của Giáo hội. Tân giám mục chọn cho mình khẩu hiệu UNITAS IN CARITATE.
Sau 8 năm thăng quyền Giám mục và sau 13 năm đảm nhiệm vai trò Quan sát viên Thường trực tại Liên Hợp Quốc, Tòa Thánh đưa ra quyết định thuyên chuyển Tổng giám mục Giovanni Cheli về phục vụ tại Giáo triều, với vị trí được trao phó là Quyền Chủ tịch Uỷ ban Giáo hoàng về Mục vụ của Người Di cư và Du mục. Thông tin bổ nhiệm này được Tòa Thánh công bố cách rộng rãi vào ngày 18 tháng 9 năm 1986.
Ngày 28 tháng 6 năm 1988, Tòa Thánh thăng Uỷ ban Giáo hoàng về Mục vụ của Người Di cư và Du mục thành Hội đồng Giáo hoàng, Tổng giám mục Cheli được tái bổ nhiệm làm Quyền Chủ tịch của Hội đồng mới này. Sau đó ít lâu, ngày 1 tháng 3 năm 1989, ông chính thức trở thành Chủ tịch Hội đồng Giáo hoàng về Mục vụ của Người Di cư và Du mục, theo quyết định của Tòa Thánh.
Bằng việc tổ chức công nghị Hồng y năm 1998 được cử hành chính thức vào ngày 21 tháng 2, Giáo hoàng Gioan Phaolô II đưa ra quyết định vinh thăng Tổng giám mục Giovanni Cheli tước vị danh dự của Giáo hội Công giáo, Hồng y. Tân Hồng y thuộc Đẳng Hồng y Phó tế và Nhà thờ Hiệu tòa được chỉ định là Nhà thờ Ss. Cosma e Damiano. Tân Hồng y đã cử hành các nghi thức nhận nhà thờ hiệu tòa của mình vào ngày 26 tháng 4 cùng năm.
Ngày 15 tháng 6 năm 1998, Tòa Thánh chấp thuận đơn xin hồi hưu của ông, theo Giáo luật. Ngày 1 tháng 3 năm 1998, ông được thăng đẳng Hồng y Linh mục và Nhà thờ được tái chỉ định là Nhà thờ Ss. Cosma e Damiano.
Ông qua đời ngày 8 tháng 2 năm 2013, thọ 95 tuổi.